# 中山西路街道 (贵阳市)
中山西路街道，是中华人民共和国贵州省貴陽市云岩区一个已撤销的街道办事处。
2012年前，下辖：岳英社区、龙井社区、公园路社区和飞山街社区。2012年8月14日，贵阳市人民政府通知决定撤销49个街道办事处，设立90个社区服务中心。